# Visseiche
Visseiche (bretonisch: Gwisec’h; Gallo: Visèch) ist eine französische Gemeinde mit 868 Einwohnern (1. Januar 2022) im Département Ille-et-Vilaine in der Region Bretagne. Sie gehört zum Arrondissement Fougères-Vitré, zum Kanton La Guerche-de-Bretagne und zum Gemeindeverband Vitré Communauté. Die Einwohner werden Visseichais genannt.

## Geografie
Visseiche liegt etwa 46 Kilometer ostsüdöstlich von Rennes im Osten der Bretagne an dem Fluss Seiche. Umgeben wird Visseiche von den Nachbargemeinden Bais im Norden, Domalain im Osten und Nordosten, La Guerche-de-Bretagne im Osten, Rannée im Südosten, Arbrissel im Süden, Retiers im Südwesten sowie Marcillé-Robert im Westen.

## Bevölkerungsentwicklung
| Jahr                      | 1962 | 1968 | 1975 | 1982 | 1990 | 1999 | 2006 | 2013 |
| Einwohner                 | 981  | 904  | 785  | 723  | 689  | 687  | 804  | 801  |
| Quelle: Cassini und INSEE |      |      |      |      |      |      |      |      |

## Sehenswürdigkeiten
- Kirche Saint-Pierre aus dem 11./12. Jahrhundert mit Umbauten aus dem 16. Jahrhundert, Monument historique seit 1926/1980

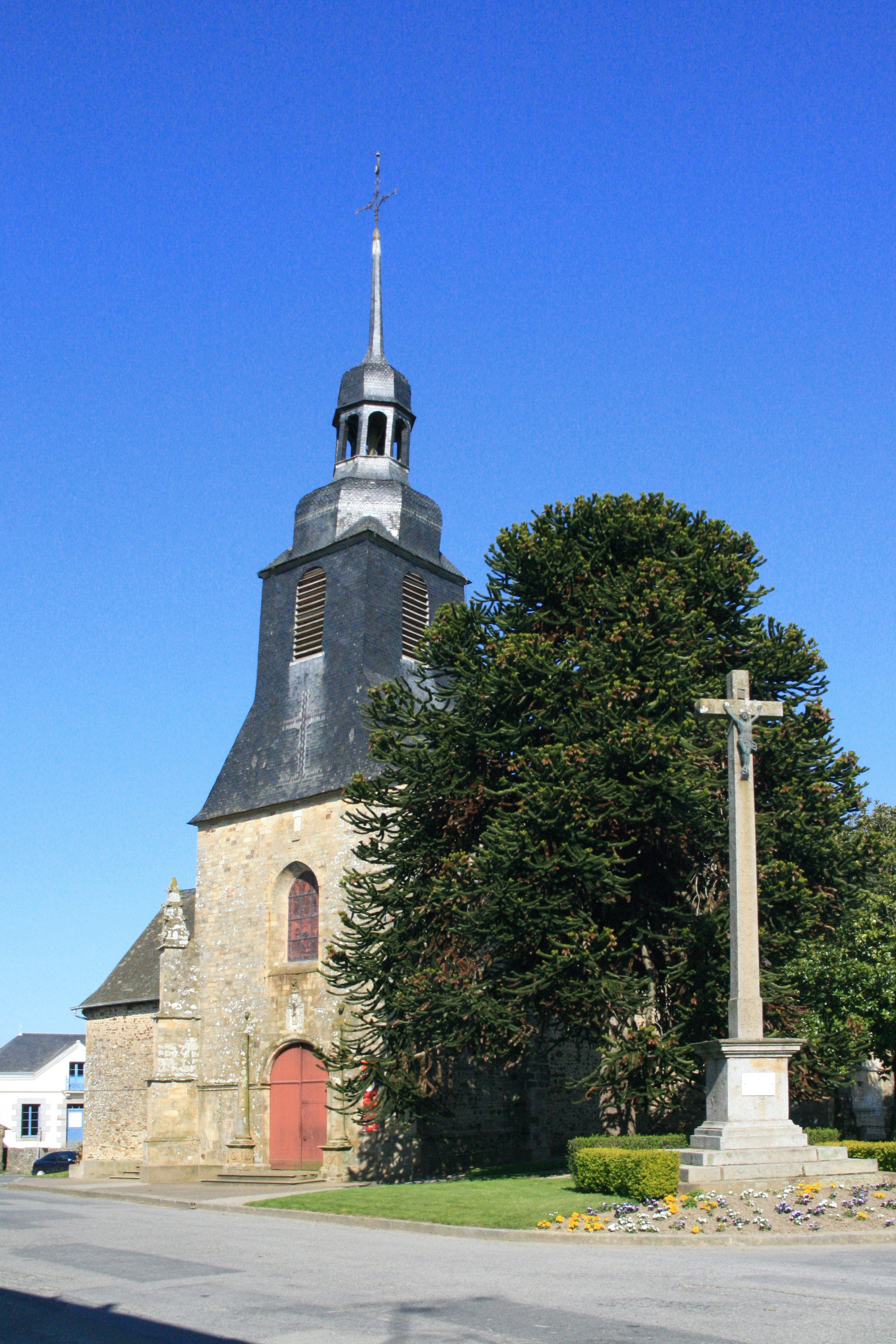
Kirche Saint-Pierre